# Shine We Are!/Earthsong
「Shine We Are!／Earthsong」（シャイン・ウィー・アー!／アースソング）は、BoAの10枚目のシングル。

## 収録曲
1. Shine We Are!
  - 作詞：渡辺なつみ／作曲・編曲：原一博
  - 日本における3rdアルバム『LOVE & HONESTY』、ベストアルバム『BEST OF SOUL』に収録されている。また、この曲の韓国語バージョンが韓国におけるベストアルバム『SHINE WE ARE』に収録されている（韓国語バージョンの作詞はBoA自身が担当している）。
2. Earthsong
  - 作詞：Kenn Kato／作曲：南俊介／編曲：AKIRA
3. VALENTI（Junior Vasquez Radio Mix）
  - リミックス：Junior Vasquez
4. Shine We Are!（Instrumental）
5. Earthsong（Instrumental）

## タイアップ
Shine We Are!
- カルピス「カルピスウォーター」CMソング
- カルピス「アミノカルピス」CMソング

Earthsong
- ホンダ「COME COME Honda Fair」CMソング